# Microbiotheria
Os microbiotérios (Microbiotheria) formam uma ordem marsupial que possui apenas uma família, a dos microbioteriídeos (Microbiotheriidae).

## Classificação
- Família Microbiotheriidae
  - Gênero Khasia Marshall e de Muizon, 1988
    - Khasia cordillerensis Marshall e de Muizon, 1988

  - Gênero Mirandatherium Paula Couto, 1952
    - Mirandatherium alipioi (Paula Couto, 1952)

  - Gênero Microbiotherium Ameghino, 1887
    - Microbiotherium acclinum
    - Microbiotherium forticulum
    - Microbiotherium gallegosense
    - Microbiotherium patagonicum
    - Microbiotherium tehuelchum
    - Microbiotherium tortor

  - Gênero Eomicrobiotherium Marshall, 1982
  - Gênero Ideodelphys Ameghino, 1902
    - Ideodelphys microscopicus Ameghino, 1902

  - Gênero Pitheculus Ameghino, 1894
    - Pitheculus australis Ameghino, 1894

  - Gênero Dromiciops Ameghino, 1894
    - Dromiciops gliroides Thomas, 1894